# Louis Jacolliot
Louis Jacolliot (Charolles, 31 ottobre 1837 – Saint-Thibault-des-Vignes, 30 ottobre 1890) è stato uno scrittore, orientalista e indologo francese.

## Biografia
Poco dopo essersi laureato in legge, nel 1865 Louis Jacolliot  si trasferì nell'India francese, ove vi esercitò  sino al 1868 la professione di giudice, venendo a contatto con diversi gruppi, culturali e iniziatici, assai riservati, del cosmo religioso indù. Buon conoscitore dei miti indù, si limitò a restituirli, per un pubblico di lettori borghese del proprio tempo, non badando a rigore filologico. La sua opera principale fu Voyage aux ruines de Golconde.
Nel libro La Bible dans l'Inde, Vie de Iezeus Christna (1869) (La Bibbia in India, o la vita di Iezeus Christna), Jacolliot confronta i resoconti della vita di Bhagavan Krishna con quella di Gesù Cristo nei Vangeli e conclude che non può essere stata una coincidenza, tanto sono simili le storie in tanti dettagli secondo lui. Conclude che il racconto nei Vangeli è un mito basato sulla mitologia dell'antica India. Jacolliot non afferma che Gesù fosse in India come alcuni hanno affermato. Christna è il suo modo di scrivere Krishna e dichiarò che i discepoli di Krishna gli diedero il nome Iezeus che, sempre secondo Jacolliot, significherebbe "pura essenza" in sanscrito. Su questo punto, allora controverso, l'orientalista Max Muller provò che i lemmi Iezeus e Christna, utilizzati da Louis Jacolliot,  non hanno alcuna attinenza filologica con la lingua sanscrita ma erano stati, da questi, "semplicemente inventati". Negli ultimi anni della sua esistenza, Jacolliot coltivò anche il genere romanzesco, con storie avventurose, di tono fortemente antibritannico e  di un certo successo anche in Italia: opere che diedero spunto a Emilio Salgari specie per dei suoi romanzi d'ambiente indiano e  affatto anticoloniali.
Il musicologo e storico di dottrine esoteriche americano Joscelyn Godwin, concede a Jacolliot la palma dell'invenzione del  mito di Agartha, mito da questi posto in connessione con quelli del nord Europa scandinavo; in relazione ai temi trattati da Jacolliot nel suo Les Fils de Dieu (1873), Godwin afferma: "L'Asgartha di Jacolliot era una preistorica Citta del Sole, la sede del Brahathma che era l'alto sacerdote dei bramini e la visibile manifestazione d'Iddio sopra la nostra Terra. I Brahathma, nei confronti dei quali perfino i re erano assoggettati come servi, governarono il continente Indiano, almeno sino all'assunzione al trono di Yathi Rishi (13 300 a. C.). Ben lungi da voler attribuire a gli Ariani la formazione di  questa cultura preistorica dell'India, Jacolliot afferma che essa esisteva colà molto prima dell'arrivo in India degli ariani: in origine, dice Jacolliot, questi erano bramini, i quali, per tremila o più anni, formarono una casta separata il cui nome significava  'onorevoli'  o  'illustri'. Verso il 10 000 a.C., questi bramini cercarono di defenestrare le autorità sacerdotali, con la presa di Asgatha. Gli antichi sacerdoti riuscirono tuttavia a dar vita ad una alleanza con gli ariani vittoriosi, che divennero quindi i guerrieri della casta degli Kshatriya.Soltanto molto tempo dopo, Asgartha venne distrutta dai fratelli Ioda e Skandah, i quali invasero l'Indostan proveniendo dallo Himalaya. Guidati dai bramini, essi ritornarono poi da dove erano venuti, e oltre, e furono resi immortali nei nomi di Odino e Scandinavia. Gli antichi scandinavi, ha affermato Jacolliot,  conservarono tanto bene il loro ricordo della loro venuta dall'India e del saccheggio di Asgartha che, quando si prepararono ad assalire Roma imperiale, cantavano: ' andiamo a saccheggiare Asgard, la città del sole'".

## Alcune traduzioni in italiano
Le vere origini della Bibbia e la vita di Jezeus christna in occasione del Concilio ecumenico di Roma. Milano, Politti, 1869
Viaggio al paese delle bajadere. Milano, Pavia, 1880.
Tre mesi sul Gange e sul Bramaputra. Milano, Pavia, 1881.
Viaggio alla città dei morti ed alle rovine di Golconda. Milano, Pavia, 1881.
I mangiatori di fuoco - romanzo. Milano, Sonzogno, 1889.
Il capitano Satana - romanzo. Milano, Sonzogno.